# Ужовка (Починковский район)
Ужо́вка — сельский посёлок в Починковском районе Нижегородской области, административный центр Ильинского сельсовета.
В посёлке железнодорожная станция Горьковской железной дороги (линия Красный Узел — Арзамас II).
Также в Ужовке находится автовокзал, на котором останавливаются междугородные автобусы, следующие из Нижнего Новгорода, Саранска, Большого Болдина и других городов.
По состоянию на март 2016 года, автовокзал не работает; пассажиры приобретают проездные билеты непосредственно у водителей проходящих транспортных средств.

## Этимология
По мнению видного мордовского лингвиста Д. В. Циганкина, наряду с иными широко распространёнными мордовскими наименованиями, топоним ужовка происходит от мокшанского слова ужа, значение которого в эрзянском языке эквивалентно слову «ужо», а в русском — «угол, клин (ле́са, поляны)». Подобные наименования распространены по всему мордовскому ареалу. Например, в одном только в Починковском районе Нижегородской области схожие наименования встречаются ещё дважды: на расстоянии 10 км к северу от посёлка находится исток реки Ужовка у села Ужово.